# Justin Amash
Justin Amash, född den 18 april 1980 i Grand Rapids i Michigan är en amerikansk advokat och politiker som sitter i  USA:s representanthus sedan år 2011 som representant för Michigan. Efter att ha varit medlem i det Republikanska partiet blev han partilös i juli 2019.
Amash, som är son till invandrare från mellanöstern, utbildade sig på University of Michigan. 
Hans motstånd mot president Donald Trump har gjort honom till ett känt namn i USA. År 2019 stödde han, som enda republikan, en riksrätt mot presidenten.
Den 28 april 2020 meddelade Justin Amash att han undersöker möjligheten att ställa upp i presidentvalet för det liberterianska partiet. Den 16 maj uppgav han dock  försöket att bli president.
Han är gift med Kara Day och har tre barn.